# رايموند ثاير بيرغ
رايموند ثاير بيرغ (بالإنجليزية: Raymond Thayer Birge)‏ هو كيميائي وفيزيائي أمريكي، ولد في 13 مارس 1887 في بروكلين في الولايات المتحدة، وتوفي في 22 مارس 1980 في بيركيلي في الولايات المتحدة.